# Temple Sherith Israel

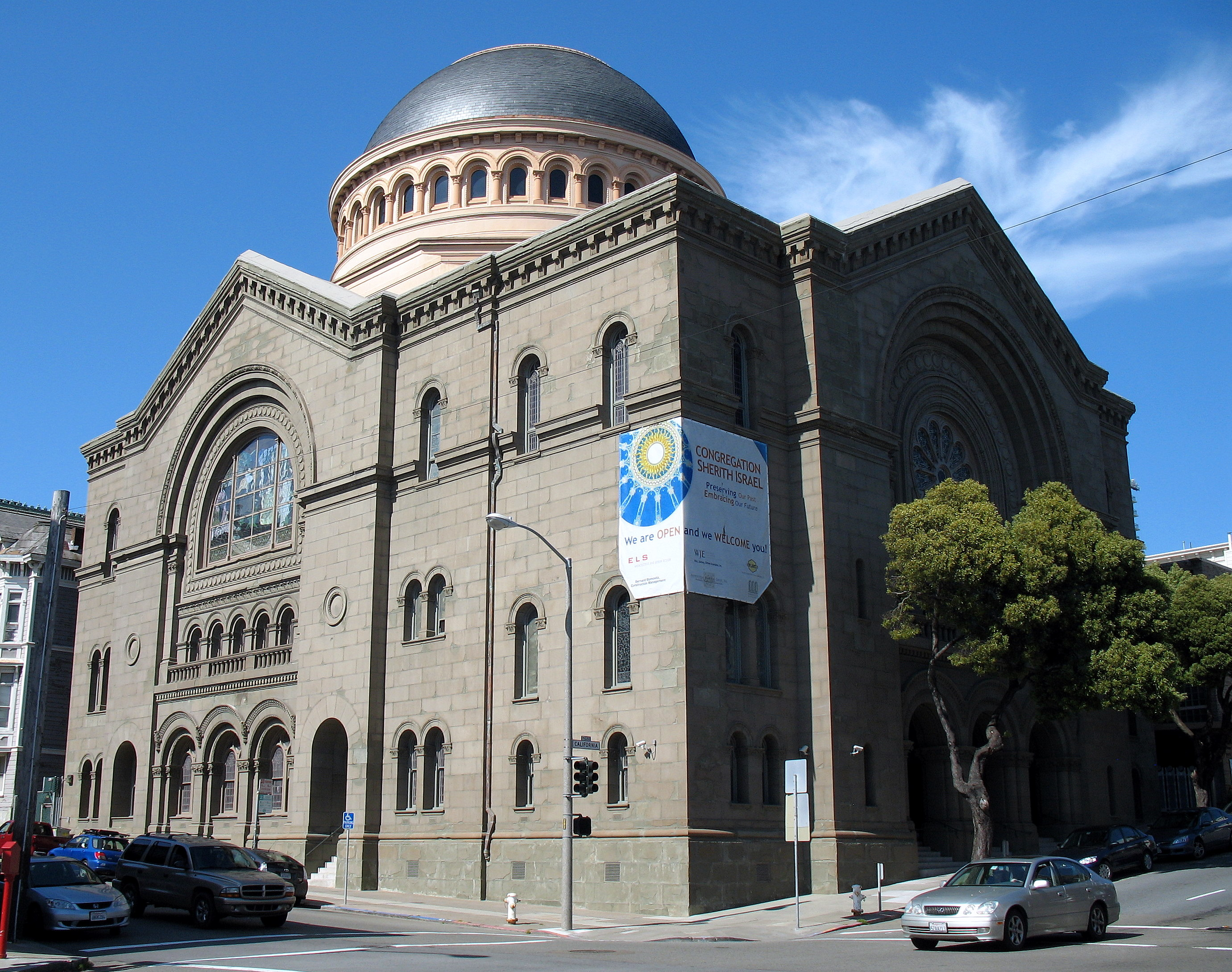
Temple Sherith Israel, California Street

Die Bezeichnung Temple Sherith Israel trugen mehrere Synagogen in San Francisco. Der erste Bau wurde an der Stockton Street 1854 erbaut. Ein weiterer Bau erfolgte 1870 an Post and Taylor. Das letzte 1904 bis 1905 durch den Architekten Albert Pissis (1852–1914) an der California Street Nr. 2266, Ecke Webster errichtete Gebäude ist unter der Nummer #10000114 im National Register of Historic Places in San Francisco verzeichnet.

## Vorgeschichte
Für den ersten Synagogenbau an der Stockton Street wurde der Grundstein am 6. August 1854 gelegt. Der Synagogenbau befand sich auf der östlichen Seite der Stockton Street zwischen Vallejo und Broadway. Das Gebäude wurde am 8. September 1854 fertiggestellt. Die Stockton Street synagogue wurde bis 1870 von der jüdischen Glaubensgemeinschaft Sherith Israel genutzt. Danach ging dieses Gebäude an eine orthodoxe Splittergruppe, die eine neue Glaubensgemeinschaft Shaare Zedek bildete.
1870 wurde eine größere Synagoge im Stil der Gotik des 14. Jahrhunderts an der Ecke Post and Taylor erbaut. Der Grundstein dafür wurde am 11. März 1870 gelegt. Der Sakralbau wurde bis 1904 genutzt. Später befand sich dort der Bohemian Club.t
Aron J. Messing war von 1870 bis 1873 Rabbiner der Congregation Sherith Israel von San Francisco.

## Temple Sherith Israel, California Street

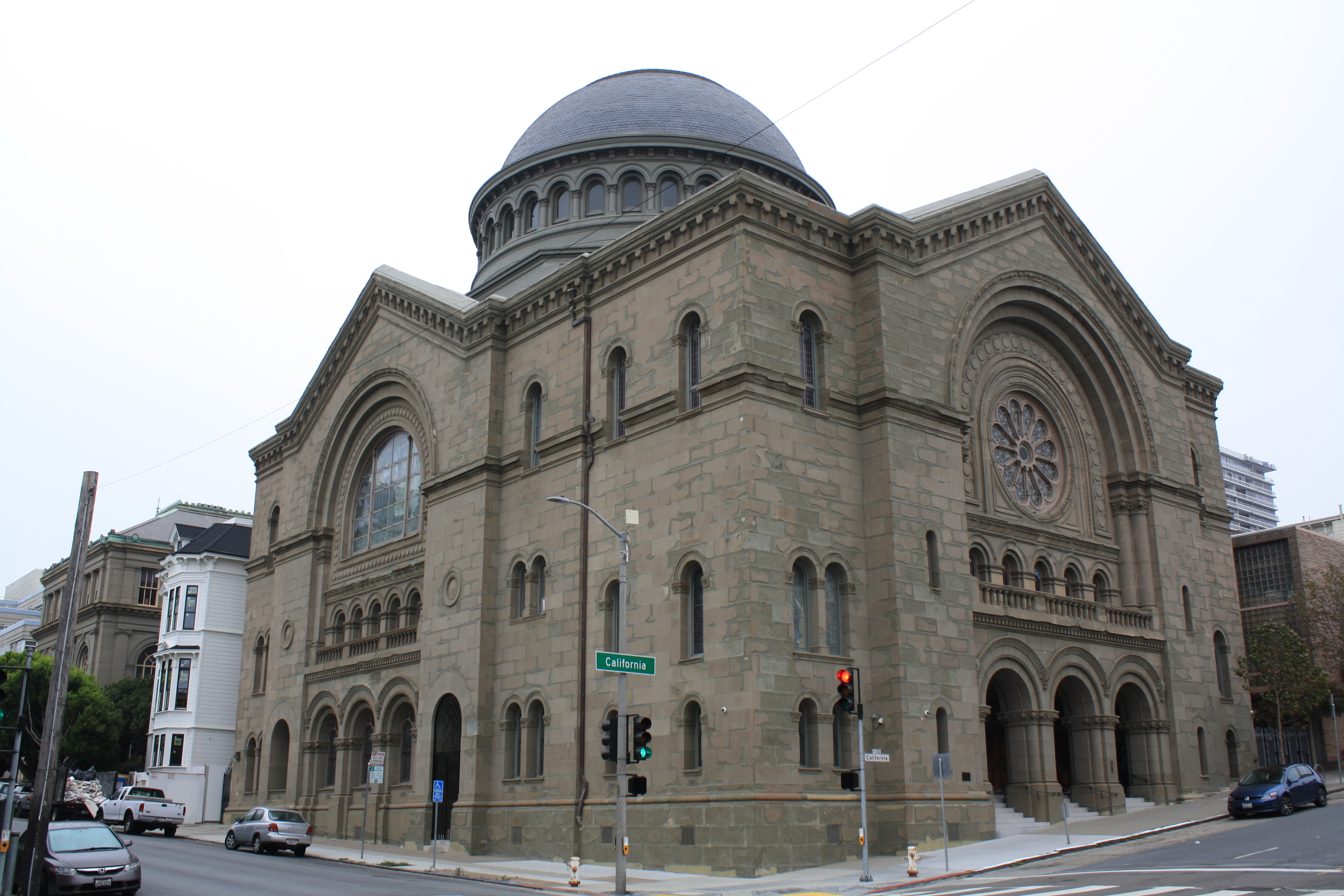
The Temple Sherith Israel

Die Synagoge befindet sich an der California Street 2266 in San Francisco. Ihr Bau wurde 1902 in Auftrag gegeben und am 24. September 1905 im Beisein von rund 2.500 Gläubigen eingeweiht. Das Gebäude wurde nach Entwürfen des amerikanischen Jugendstilarchitekten Albert Pissis errichtet, obwohl dieser der Katholik war. Er genoss jedoch einen ausgezeichneten Ruf als Architekt und hatte zudem einflussreiche Verbindungen in der jüdischen Gemeinde.
Die Kosten für den Bau beliefen sich auf rund 250.000 US-Dollar. Die Höhe des Bauwerks beträgt etwa 120 ft (37 m) und der Außendurchmesser der Kuppel 60 ft (18 m). Es steht 120 Fuß. Der Innenraum umfasst 20.000 ft² (1.858 m²) und ist mit 1.100 Sitzen ausgestattet. Es gibt 89 dekorative Bleiglasfenster und 32 gewölbte Klarglasfenster im Außenzylinder. 1904 erwarb die Gemeinde für die Synagoge für 18.000 US-Dollar eine von Murray M. Harris gebaute Orgel, die mit 3.500 Pfeifen ausgestattet ist.
Das Interieur zeugt von erlesener Handwerkskunst des frühen 20. Jahrhunderts. Die Bima, die Arche und die Kirchenbänke sind aus honduranischen Mahagoni geschnitzt, dazu kommen bronzene Leuchten, polierte Marmorböden, gebeizte Eichentüren und -verkleidungen. Die Ausgestaltung des Innenraumes mit Fresken in warmen Farbtönen an den Wänden und der Kuppel wurden unter der Anleitung des aus Mailand stammenden malers Attilio Moretti (1852–1915) ausgeführt. Dabei arbeitete er eng mit dem Architekten und dem Fensterdesigner Emile Pissis (1854–1934) zusammen, was zu einem harmonischen Gesamtbild führte.
Das Gebäude überstand die schweren Erdbeben, die San Francisco in den Jahren 1906 und 1989 heimsuchten, fast unbeschadet. Die „Congregation Sherith Israel“ wurde 1851 in der Folge des 1848 einsetzenden Kalifornischen Goldrauschs gegründet und die Synagoge gilt als eine der ältesten in den Vereinigten Staaten.
Nach dem verheerenden Erdbeben von 1906 war die Synagoge eines der wenigen öffentlichen Gebäude in der Stadt, die fast unbeschädigt geblieben waren (es gab Schäden in Höhe von 1000 US-Dollar). Daher wurde sie eine Zeit lang unter anderem als Gerichtsgebäude der Stadt genutzt. Hier fanden beispielsweise die Korruptionsprozesse gegen Bürgermeister Eugene Schmitz und den politischen Führer Abe Reuf statt.